# Colina real de Ambohimanga
La Colina real de Ambohimanga es un sitio arqueológico en el lugar de Ambohimanga Rova, comuna de Antananarivo Avaradrano, provincia de Antananarivo, Madagascar. El área contiene las ruinas de una ciudad, tumbas y lugares sagrados. Es un lugar de significado histórico y religioso en la cultura del pueblo malgache. Como resultado de este significado, la Colina real de Ambohimanga fue declarada Patrimonio de la Humanidad de la Unesco en el año 2001.
- Datos: Q458167
- Multimedia: Ambohimanga / Q458167